# Simon Lillistone
Simon Austin Lillistone (* 13. Februar 1969 in Shrewsbury) ist ein ehemaliger britischer Radrennfahrer und nationaler Meister im Radsport.

## Sportliche Laufbahn
Lillistone war Straßenradsportler und Bahnradsportler. Er war Teilnehmer der Olympischen Sommerspiele 1988 in Los Angeles. In der  Mannschaftsverfolgung schied das britische Team mit Chris Boardman, Robert Coull, Simon Lillistone und Glen Sword in der Vorrunde aus. 1992 startete er bei den Olympischen Sommerspielen in Barcelona. Im Punktefahren wurde er auf dem 18. Rang klassiert.
Bei den Commonwealth Games 1990 gewann er die Bronzemedaille in der Mannschaftsverfolgung, 1994 Silber im Mannschaftszeitfahren. 1996 gewann er die nationale Meisterschaft im Zweier-Mannschaftsfahren mit Bryan Steel als Partner. 1994 wurde er Vize-Meister.